# Hör på du arma vandringsman
Hör på du arma vandringsman är en sång, som sjungs i laestadianska sammanhang. Författaren till sångtexten är Juho Evert Pietiläinen (1889).

## Publicerad i
- Sions Sånger 1951 nr 79
- Sånger i den laestadianska sångboken Sions Sånger 1981, nr 134 under rubriken "Kristlig vandel".
- Sions Sånger och Psalmer nr 23 med titel "Din väg, o arme vandringsman"